# Hal över Bremer Fahrgastschifffahrt

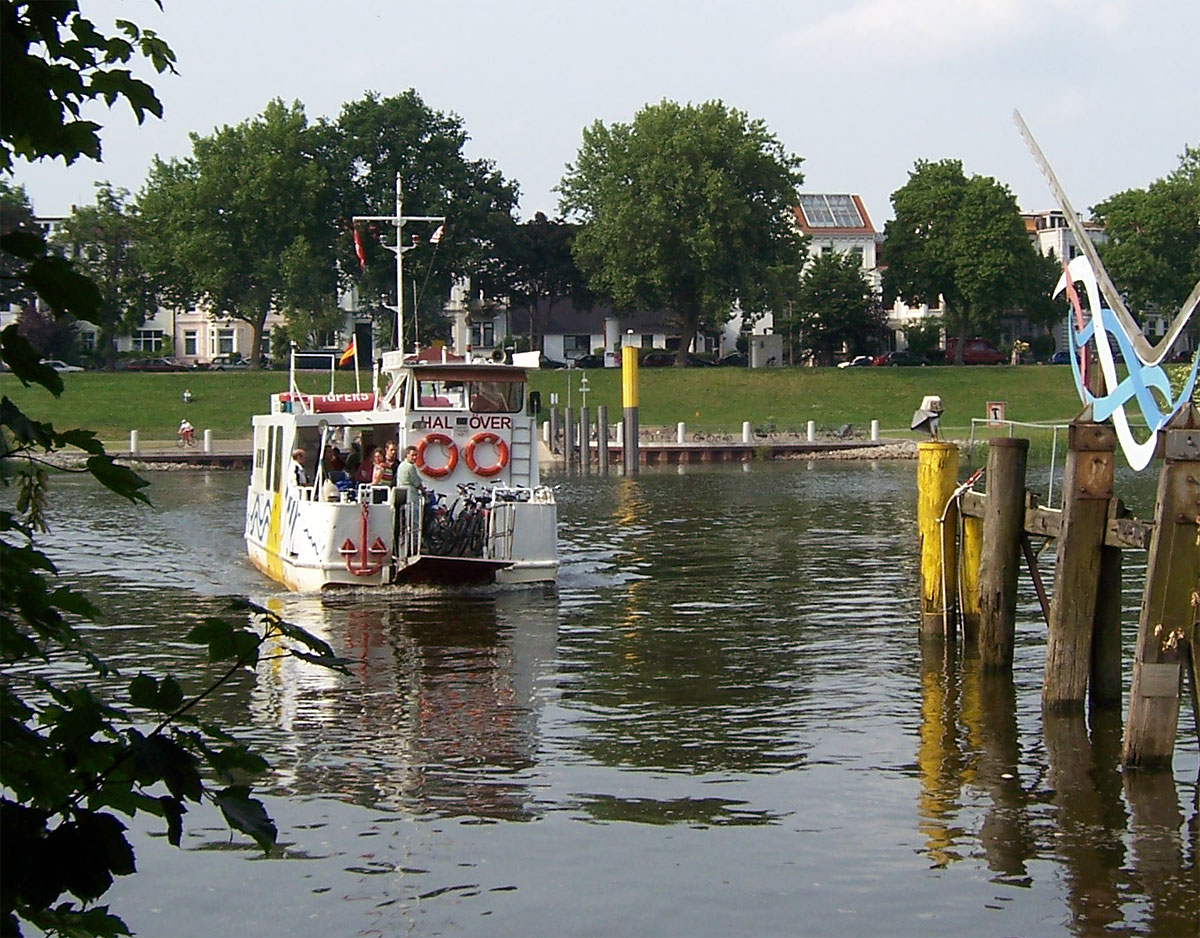
Die Sielwallfähre Ostertor vor dem Anleger am Café Sand

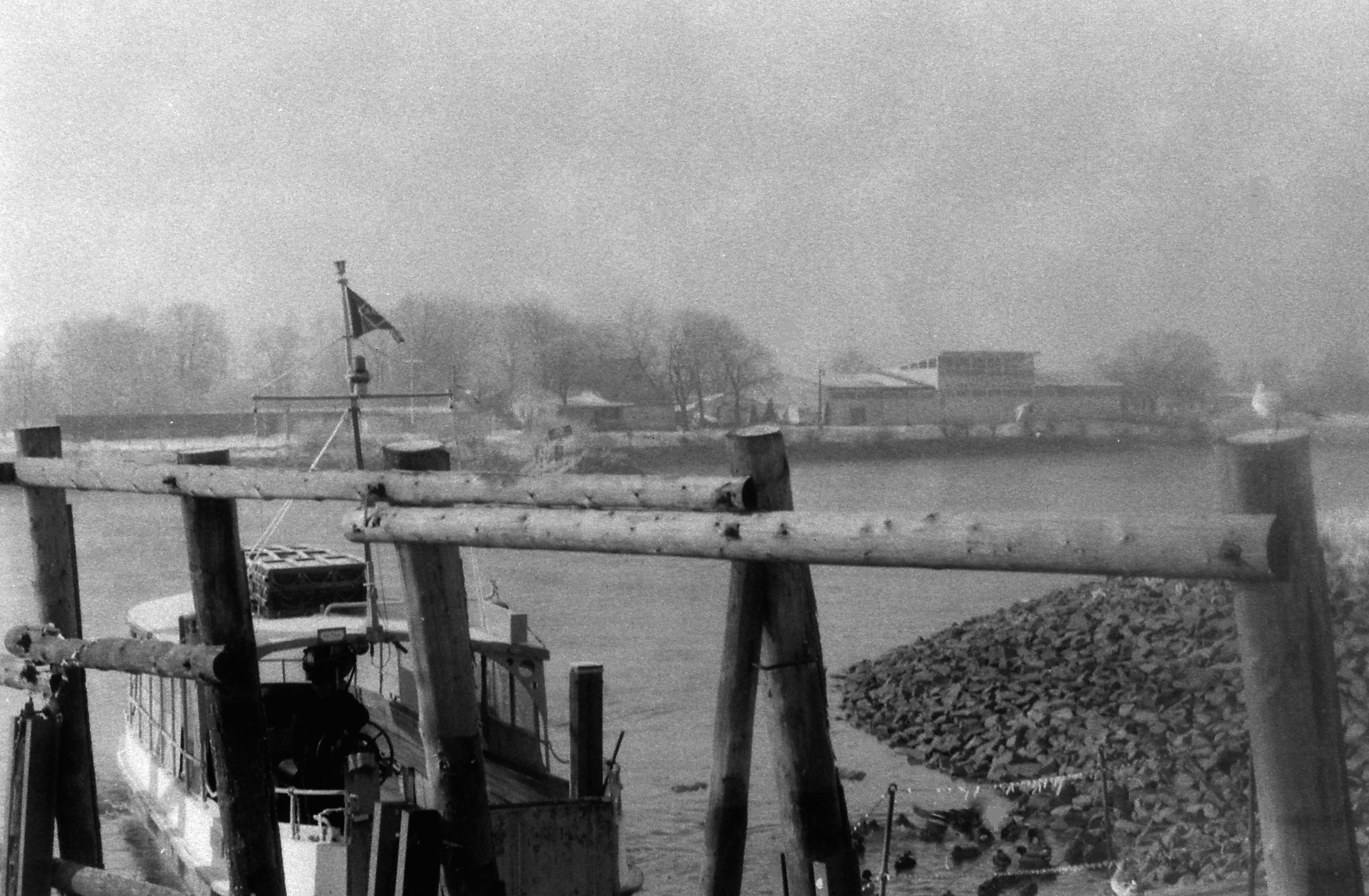
Die Sielwallfähre am Anleger Osterdeich im Winter 1964–65

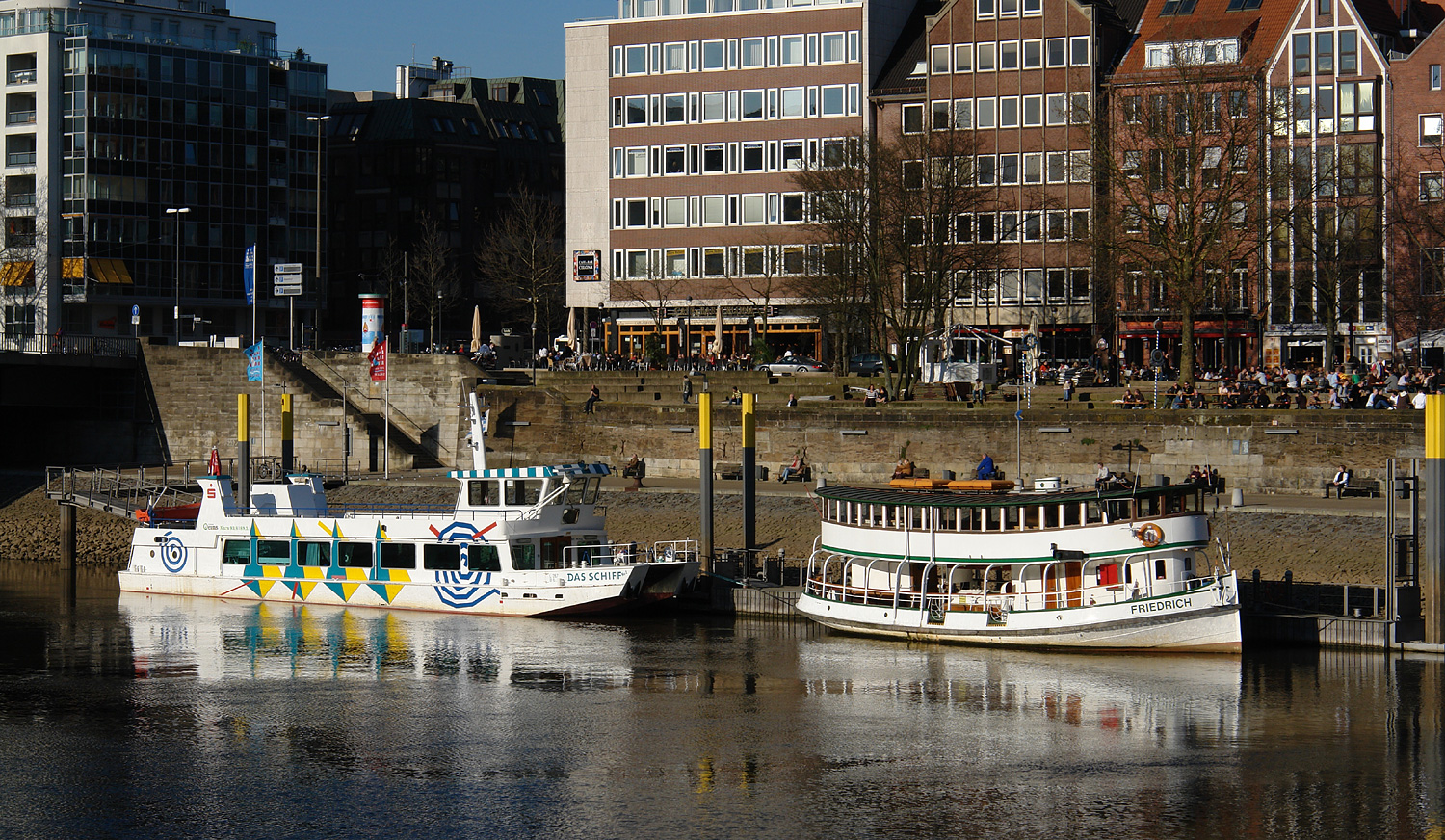
Das Schiff No. 2 an der Schlachte, daneben die historische MS Friedrich

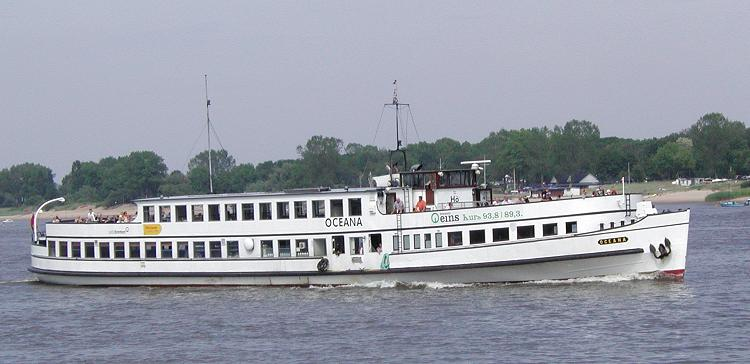
Die Oceana auf der Weser zwischen Bremen und Bremerhaven

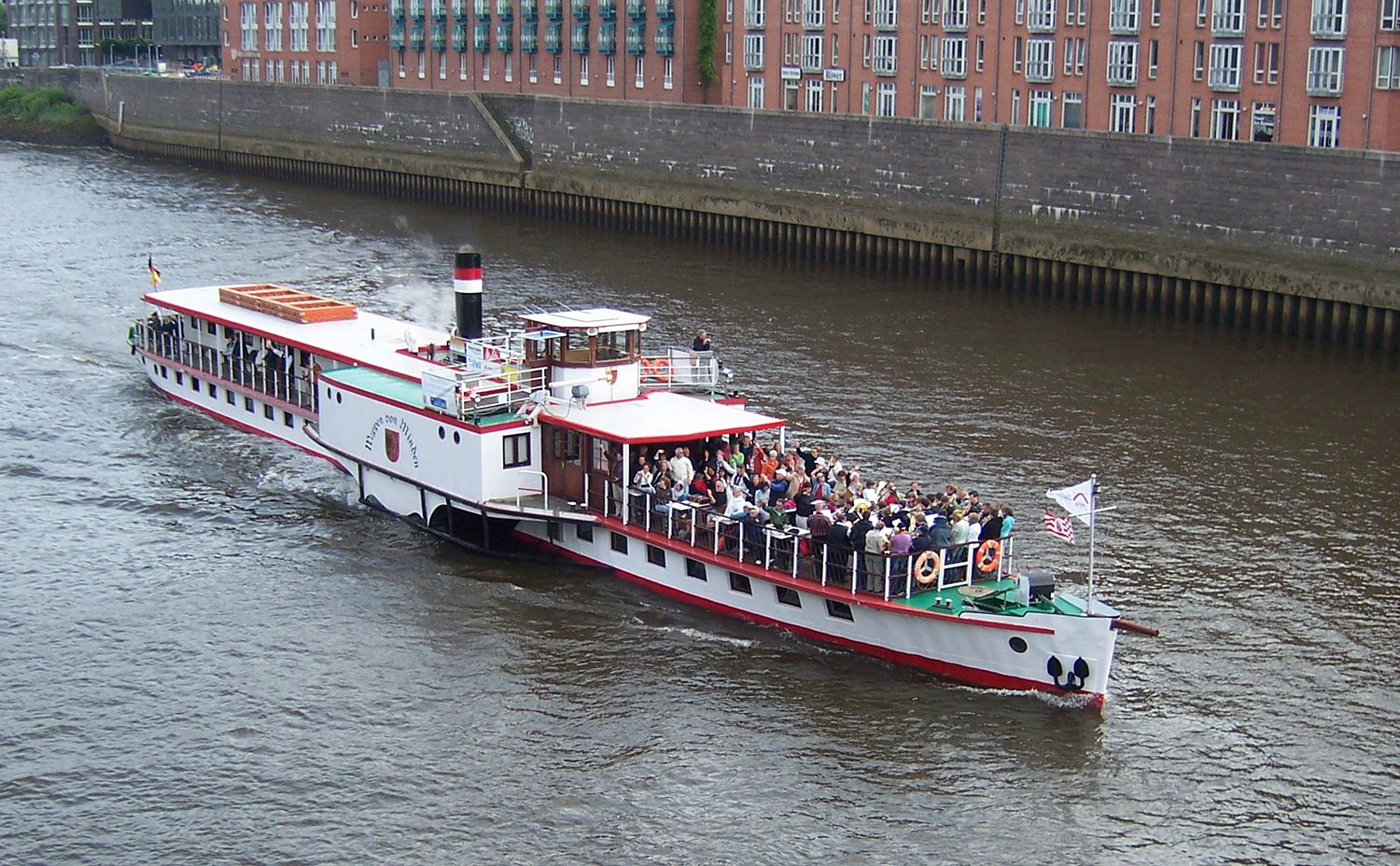
Die Weserstolz an der Schlachte

Hal över Bremer Fahrgastschifffahrt GmbH ist der Name einer in Bremen ansässigen Fahrgastschifffahrtsgesellschaft.  Gleichzeitig steht der Ruf „Hal över“ (hochdeutsch: „Hol über“) ein Synonym für die von diesem Unternehmen betriebene „Sielwallfähre“. Diese Personenfähre über die Weser, deren stadtseitiger Anleger zwischen den Wallanlagen und dem Weserstadion am Osterdeich liegt, verkehrt von März bis Oktober zum Café Sand auf dem Stadtwerder im Ortsteil Huckelriede.

## Sielwallfähre vor 1984
Die Sielwallfähre wurde an dieser Stelle 1736 als Ruderfähre eingerichtet, damals fuhr sie zwischen dem Siel (heute Sielwall) und dem Werder (heute Stadtwerder). Das erste Motorschiff wurde 1911 eingesetzt. Die stärkste Nachfrage gab es im Winter 1946/47, als alle Behelfsbrücken vom Eisgang zerstört worden waren. Die Verbindung wurde im Herbst 1971 eingestellt, aber nach großen Protesten aus der Bevölkerung im Herbst 1972 wiedereröffnet.

## Geschichte ab 1984
„Hal över“ (‚Hol über‘) war einst der plattdeutsche Ruf nach dem Fährmann am anderen Ufer. 1984 nannte sich so ein Verein, der zunächst das Überleben der Sielwallfähre sicherte, später auch die Schiffe Ostertor, Das Schiff No. 2, Punke und den Koggen-Nachbau Roland von Bremen übernahm und sich an der Gründung des Café Sand beteiligte.
Der Verein zur Heimatpflege und Naherholung wurde zum Träger der Hal över, Gesellschaft für innovative Stadttouristik mbH, die 2002 die Schreiber-Reederei mit den Schiffen Oceana und Hanseat übernahm.
Die Schreiber-Reederei hatte ursprünglich nach dem Zweiten Weltkrieg drei bauähnliche Schiffe mit unterschiedlicher Länge
 – Deutschland, Weserstolz und Oceana – mit denen die Linienschifffahrt von Bremen nach Bremerhaven betrieben wurde. Die 1879 in Hamburg gebaute und seit 1918 in Bremen beheimatete MS Friedrich war jahrelang das Werkstattschiff der Schreiber-Reederei.

## Die Gesellschaft und ihre Flotte
Die Gesellschaft organisiert mit ihren Schiffen Hafenrundfahrten, Gesellschaftsfahrten und Linienfahrten nach Bremerhaven, Oldenburg, Badener-Berge und Verden. Die Anlegestellen liegen an der Schlachte unterhalb der St.-Martini-Kirche bei der Uferpromenade zur Weser in unmittelbarer Nähe zur Innenstadt; sowie in Vegesack, Flethe und Farge.

### Schiffe
- Oceana, ein 1937 auf den Atlas Werken in Bremen gebautes Fahrgastschiff für 700 Personen
- Hanseat, ein 1988 auf der zur Hegemann-Gruppe gehörenden Hegemann/Rolandwerft in Bremen gebautes Fahrgastschiff für 400 Personen
- Das Schiff No. 2, ein 1990 auf der Werft Navimatra Nederland B. V. gebautes Fahrgastschiff für 141 Personen
- Punke, ein 1990 als Eigenbau in Winningen an der Mosel entstandenes Fahrgastschiff für 48 Personen, wird gelegentlich zur Verstärkung der Sielwallfähre eingesetzt. Der Name „Punke“ geht zurück auf eine veraltete und nur in Bremen gebräuchliche Bezeichnung für (eine) Prostituierte, die am Punkendeich ihrem Gewerbe nachgingen.
- Roland von Bremen, ein Museumsschiff, das im Jahr 2000 als originalgetreuer Nachbau der Bremer Kogge von 1380 bei der BBV Bremer Bootsbau in Vegesack gebaut wurde (maximal 100 Personen) Nachdem das Boot im Jahr 2014 wegen eines defekten Ventil an seinem Liegeplatz an der Schlachte auf Grund sank, wurde es gehoben, und für 1 € an einen gemeinnützigen Verein verkauft, welcher das Boot wieder schwimmfähig machte. Ohne Motoren soll es künftig als Veranstaltungsort an einem festen Liegeplatz – vorzugsweise erneut an der Schlachte – dienen.
- Ostertor, sie wird als „Sielwallfähre“ im Fährverkehr zwischen Café Sand und dem Osterdeich/Sielwall eingesetzt
- Alma – vormals MS Sansibar vom Schifffahrtskontor Rinke –, verkehrt von Vegesack aus auf der Schifffahrtslinie nach Worpswede auf Lesum und Hamme
- Pusdorp, ein 1954 auf der Papewerft in Rönnebeck gebautes und 1983 auf der Rolandwerft umgebautes Fahrgastschiff für 49 Personen
- Grafin Emma – vormals Schloss Munzingen. Das 1925 in Dienst gestellte und kürzlich renovierte historische Schiff soll im Charterbetrieb und zur Ergänzung des Linienangebots eingesetzt werden
- Lüder von Bentheim, ein originalgetreuer Nachbau eines Weserlastkahns aus dem 16. Jahrhundert. Das 2001 beim Schaufenster Bootsbau in Vegesack gebaute Schiff wird u. a. zu Pendelfahrten zwischen Weserstadion, Café Sand, Martini-Anleger und Weserbahnhof eingesetzt. Der Nachbau wurde benannt nach dem Bremer Architekten Lüder von Bentheim (um 1555–1613; schuf u. a. die Weserrenaissance-Fassade des Bremer Rathauses).
- Raddampfer Weserstolz – vormals Labe sowie Wappen von Minden. Das Schiff wurde in der Zeit von 1940 bis 1949 auf der Praga-Werft in Prag gebaut und am 14. Juli 1949 in Dienst gestellt. Nach seinem Untergang 1997 wurde es 1998 geborgen, instand gesetzt und mit Heimathafen Schlagde/Minden von 2001 bis 2015 auf der Weser und dem Mittellandkanal eingesetzt. Im April 2015 kam die Weserstolz nach Bremen und wurde einige Jahre von Hal över für Fahrten genutzt. 2020 wurde das Schiff wieder verkauft.[2]